# Li (Senare Han)
Li, död 954, var en kinesisk kejsarinna.
Hon var gift med kejsar Liu Zhiyuan av Senare Han och mor till kejsar Liu Chengyou. Hon fungerade som ställföreträdande regent under det interregnum som uppstod under år 951, mellan hennes sons död och hans efterträdares tillträde. 